# Kozlov (Česká Třebová)
Kozlov (německy Koslau) je vesnice, část města Česká Třebová v okrese Ústí nad Orlicí. Nachází se asi 3,5 kilometru jihozápadně od České Třebové. Kozlov leží v katastrálním území Kozlov u České Třebové o rozloze 3,03 km².

## Historie
První písemná zmínka o vesnici pochází z roku 1347.

## Pamětihodnosti
Vesnice je spojena s dílem malíře Maxe Švabinského, který sem jezdíval na chalupu rodičů své manželky Ely. Toto lidové roubené stavení č. p. 50, dnes zvané chaloupka Maxe Švabinského, stojí na samém severním konci vesnice. Štít domku zdobí malba Svatý Václav přijímá dary od Švabinského. Další štít vymaloval umělec též na sousedním domě č. p. 12.
V centru Kozlova se ve svahu nalézá roubená malovaná kaplička.
Východně od vesnice se zvedá Kozlovský kopec (601 m) s turistickou chatou, nesoucí jméno Maxe Švabinského, a s rozhlednou na vrcholu. Při silnici Kozlov–Semanín, poblíž odbočky ke Švabinského chatě, roste dvojice památných stromů – Buk a lípa u pastviny.

## Galerie

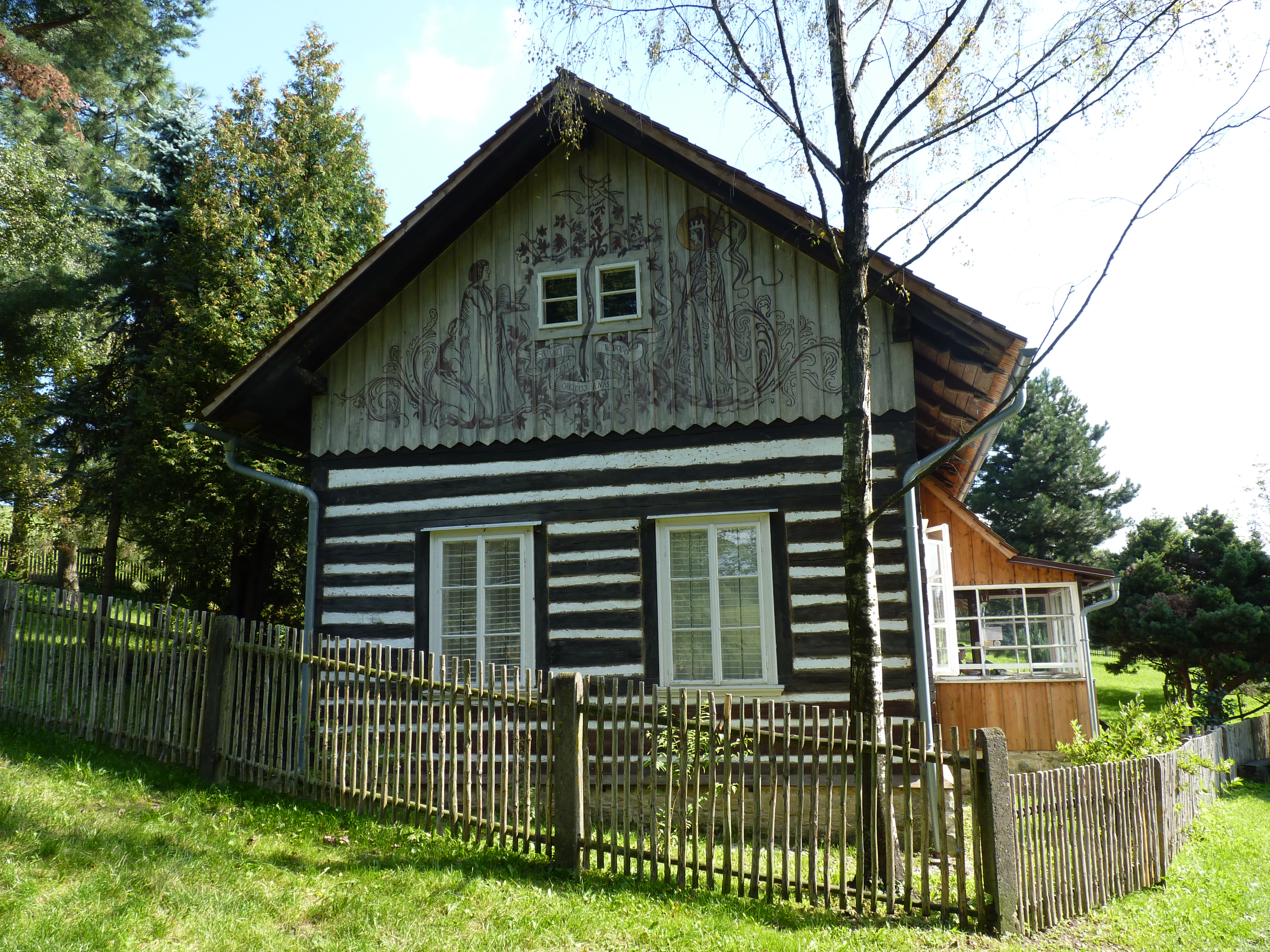
Chaloupka Maxe Švabinského
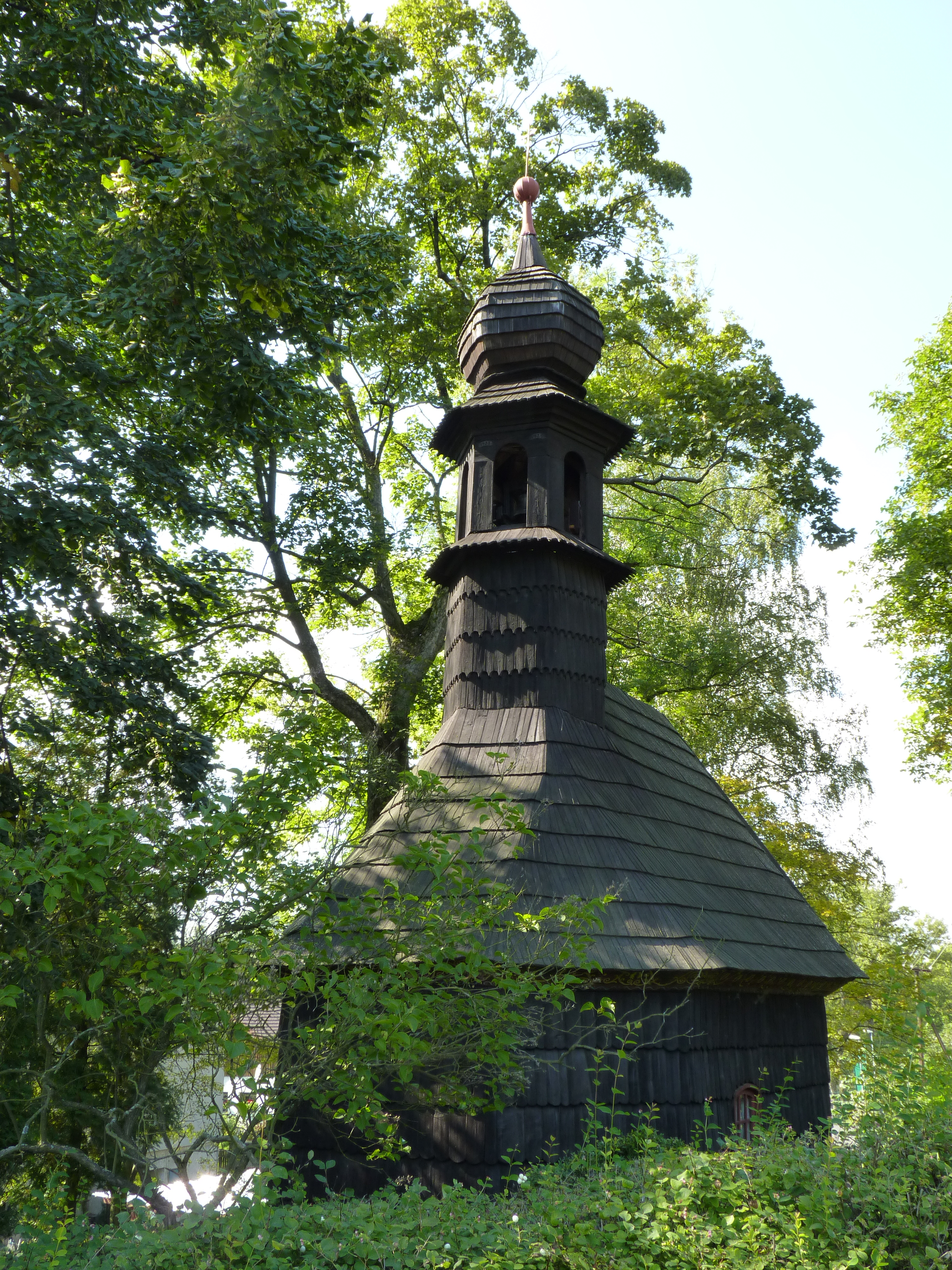
Roubená kaplička
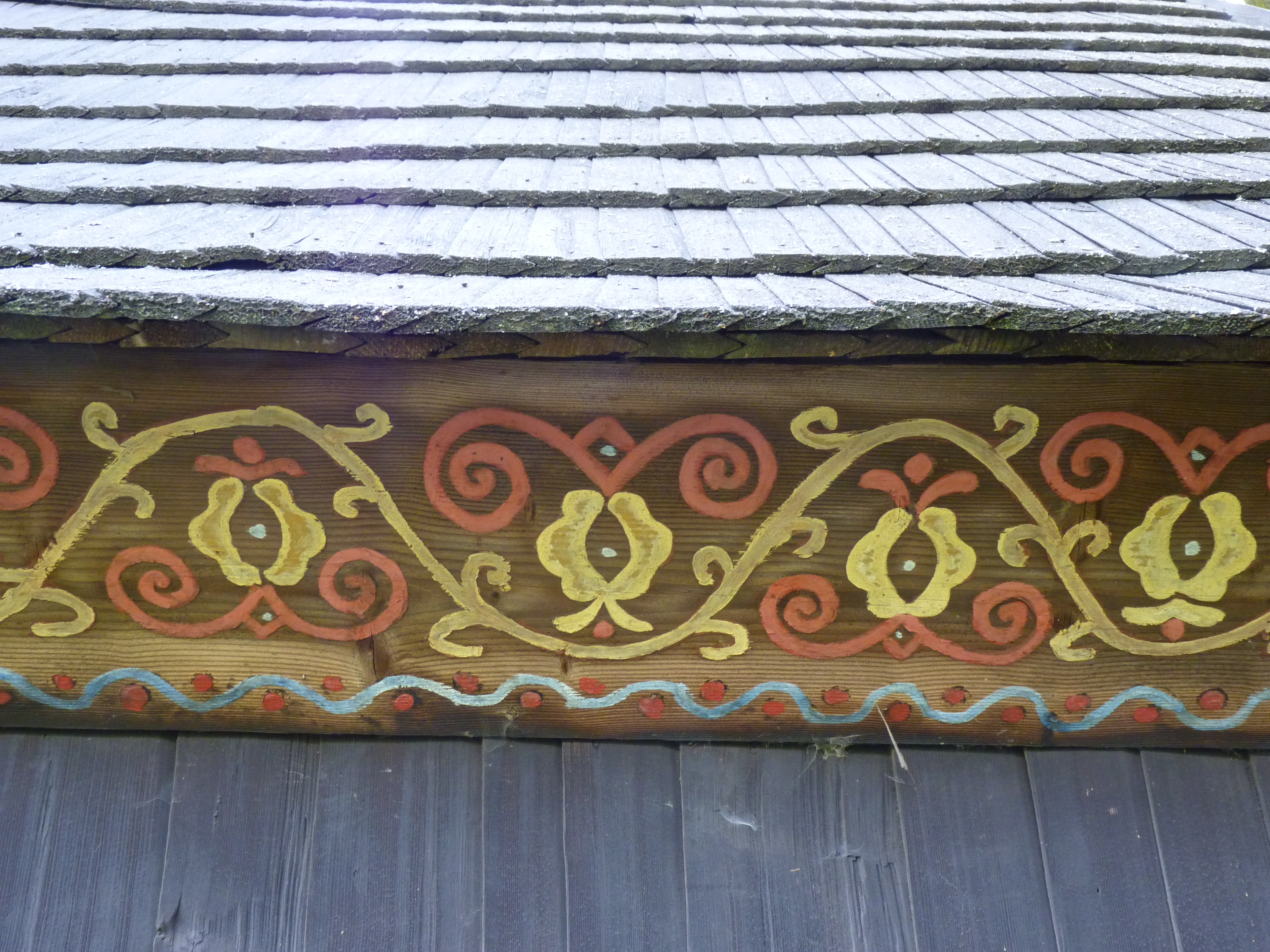
Detail malovaného podhledu kapličky